# Elara (måne)
Elara er en af planeten Jupiters måner. Den blev opdaget 2. januar 1905 af Charles Dillon Perrine som observerede den fra Lick-observatoriets Crossley reflekterende teleskop, som han for nylig havde forbedret. Elara er den ottende-største måne der kredser om Jupiter.
I mange år blev den officielt kaldt Jupiter VII, om end nogen uofficielt brugte navnet "Hera" om den. Først i 1975 vedtog den Internationale Astronomiske Union at opkalde den efter Elara; en af Zeus' elskerinder og mor til giganten Tityos ifølge den græske mytologi.
Den har en gennemsnitlig radius på kun 43 kilometer , hvilket svarer til ca. 2% af Europas størrelse. Den er dog halvt så stort som Himalia, så det er den næststørste måne i Himalia-gruppen.
Elara hører til den såkaldte Himalia-gruppe, som i alt omfatter fem måner, alle med omløbsbaner omkring Jupiter der ligner Himalias omløbsbane.